# Wellsburg (New York)
Wellsburg è un villaggio degli Stati Uniti d'America, situato nello stato di New York, nella contea di Chemung.